# جيون يي سيو
جيون يي سيو (بالكورية: 전익령)‏ هي ممثلة كورية جنوبية. ولدت يوم 26 يوليو 1981 في سول في كوريا الجنوبية.

## روابط خارجية
- جيون يي سيو على موقع IMDb (الإنجليزية)
- جيون يي سيو على موقع IMDb (الإنجليزية)
- جيون يي سيو على موقع قاعدة بيانات الفيلم (الإنجليزية)